# Sofia av Brandenburg
Sofia av Brandenburg, född 1568, död 1622, var kurfurstinna av Sachsen. Hon var dotter till Johan Georg av Brandenburg och Sabina av Brandenburg-Ansbach och gift sedan 1582 med kurfurst Kristian I av Sachsen. Hon var Sachsens regent under sonen Kristian II:s omyndighet från 1591 gemensamt med hertig Johan Wilhelm av Sachsen-Wiemar. 
Sofia motarbetade som regent kalvinismen till förmån för lutherdomen. Vid makens död fängslade hon kalvinisten och rådsmedlemmen Nikolaus Krell och fick honom avrättad 1601. Anspelande på den gudfruktiga änkan Judit i den gammaltestamentliga Judits bok hyllades hon därefter av lutheranerna som "Judit av Sachsen”. 
Hon präglade egna mynt, Sophiendukaten, restaurerade en kyrka som fick namnet Sophienkirche och parken Der Herzogin Garten.